# 하기스 (기저귀)
하기스(영어: Huggies)은 미국의 킴벌리-클라크가 소유하는 기저귀 브랜드이다.

여담으로 최근 2022년 대러시아 경제제재에도 불구하고 러시아에서 계속 생산, 판매중인데 원래 디자인으로 쓰던 디즈니 캐릭터들이 저작권 클레임 제기로 하기베어로 대체되었다.

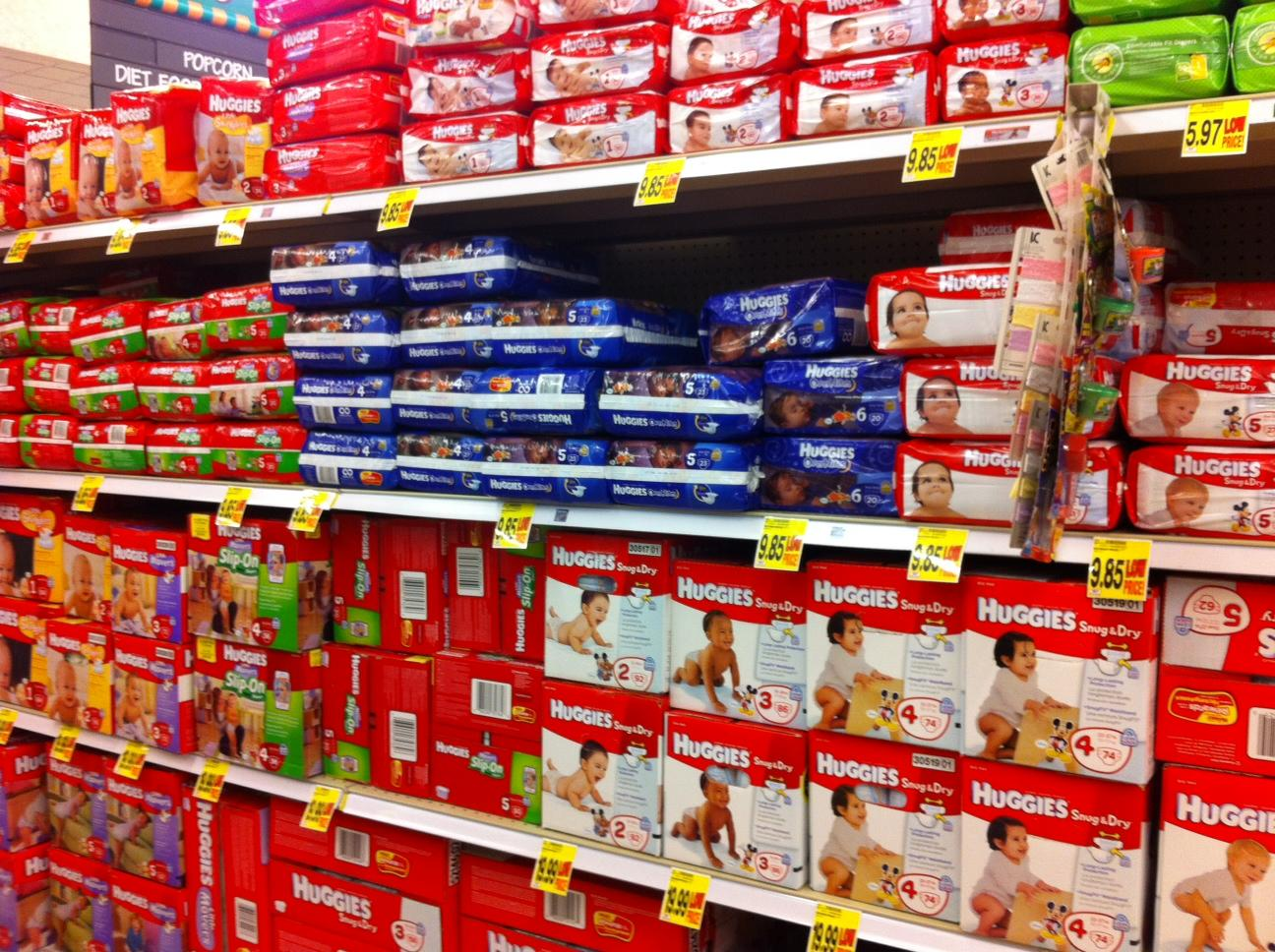
하기스 기저귀

## 같이 보기
```
* 
굿나이트

* 
유한킴벌리
```